# Fuentes de Oñoro
Fuentes de Oñoro es un municipio y localidad española de la provincia de Salamanca, en la comunidad autónoma de Castilla y León. Se integra dentro de la comarca de Ciudad Rodrigo y la subcomarca del Campo de Argañán. Pertenece al partido judicial de Ciudad Rodrigo.
Su término municipal está formado por los núcleos de población de Colonia de la Estación, Fuentes de Oñoro y Nuevo Poblado, ocupa una superficie total de 57,19 km² y según el padrón municipal su población es de 1009 habitantes (INE 2024).
Es colindante con la localidad portuguesa de Vilar Formoso, siendo el principal puesto fronterizo entre España y Portugal.

## Geografía
Integrado en la comarca de Ciudad Rodrigo, subcomarca de Campo de Azaba, se sitúa a 116 kilómetros de la capital provincial. El término municipal está atravesado por la Autovía de Castilla (A-62), donde tiene su punto final, y por la carretera N-620, que llega hasta la frontera portuguesa.
El relieve del municipio es predominantemente llano, con numerosas dehesas y pequeños arroyos. La altitud oscila entre los 819 metros al sureste (cerro San Cristóbal) y los 712 metros a orillas de alguno de los arroyos. El pueblo se alza a 747 metros sobre el nivel del mar. 
| Noroeste: Portugal | Norte: La Alameda de Gardón | Nordeste: Gallegos de Argañán |
| Oeste: Portugal    |                             | Este: Espeja                  |
| Suroeste: Portugal | Sur: Espeja                 | Sureste: Espeja               |

## Historia

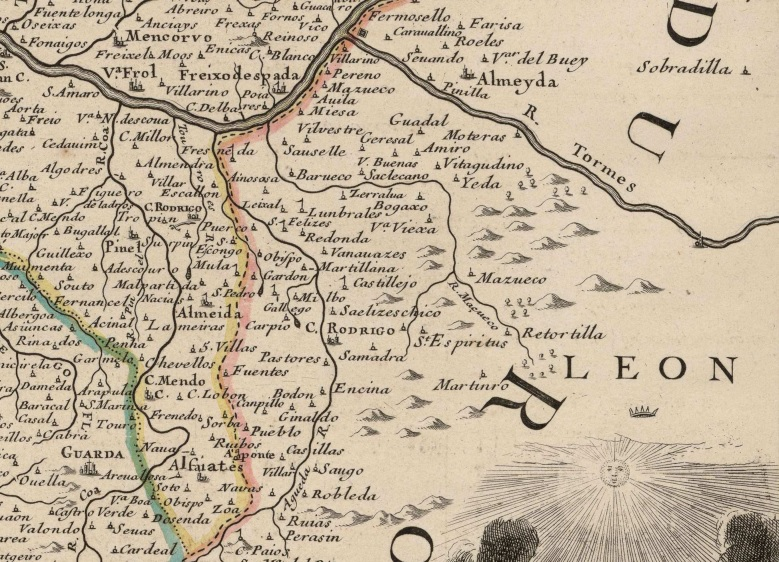
Detalle del oeste salmantino en un mapa del, en el que se puede observar Fuentes

La fundación de Fuentes de Oñoro se remonta a la Edad Media, obedeciendo a las repoblaciones efectuadas por los reyes leoneses en la Alta Edad Media, quedando encuadrado dentro del Obispado de Ciudad Rodrigo tras la creación de este por el rey Fernando II de León en el siglo XII, dentro del Campo de Argañán.
Fuentes de Oñoro pertenece a una de las fronteras más antiguas de Europa, llamada La Raya, concretamente este tramo de la frontera actual fue definido en 1297 por el Tratado de Alcañices. El reconocimiento de Fuentes de Oñoro viene dado por su condición de puesto fronterizo con la más importante aduana hispano-portuguesa.
Durante la primavera de 1811, en el marco de la Guerra de Independencia, tuvo lugar la Batalla de Fuentes de Oñoro, en la cual los ejércitos Británicos-portugueses comandados por Wellington entablaron combate con los ejércitos franceses del Mariscal Masséna.
En la División territorial de España en 1833, realizada por Javier de Burgos, Fuentes de Oñoro quedó integrado en la provincia de Salamanca, dentro de la Región Leonesa.
La historia del municipio cambió completamente con la creación del tramo ferroviario Salamanca-Vilar Formoso y la apertura de la estación de Fuentes de Oñoro el 25 de mayo de 1886.

## Demografía
Fuentes de Oñoro cuenta con una población de 1009 habitantes (INE 2024).
| Gráfica de evolución demográfica de Fuentes de Oñoro entre 1842 y 2021 |
| |
| Población de derecho según los censos de población del INE Población de hecho según los censos de población del INEEn estos censos se denominaba Fuente de Oñoro: 1842 y 1857 |

| Nacionalidad | Hombres | Mujeres | Total | %      | Proporción |
| ------------ | ------- | ------- | ----- | ------ | ---------- |
| Española     | 315     | 340     | 655   | 58,8 % |            |
| Extranjera   | 289     | 169     | 458   | 41,1 % |            |

| País                 | Hombres | Mujeres | Total | %      | Proporción |
| -------------------- | ------- | ------- | ----- | ------ | ---------- |
| Portugal             | 260     | 140     | 400   | 87.3 % |            |
| Marruecos            | 18      | 13      | 31    | 6.8 %  |            |
| China                | 5       | 2       | 7     | 1.5 %  |            |
| Rumania              | 0       | 7       | 7     | 1.5 %  |            |
| Brasil               | 0       | 4       | 4     | 0.8 %  |            |
| Francia              | 2       | 0       | 2     | 0.4 %  |            |
| Pakistán             | 2       | 0       | 2     | 0.4 %  |            |
| Ecuador              | 0       | 1       | 1     | 0.2 %  |            |
| Italia               | 1       | 0       | 1     | 0.2 %  |            |
| Perú                 | 0       | 1       | 1     | 0.2 %  |            |
| República Dominicana | 0       | 1       | 1     | 0.2 %  |            |
| Venezuela            | 1       | 0       | 1     | 0.2 %  |            |

Según el Instituto Nacional de Estadística, Fuentes de Oñoro tenía, a 31 de diciembre de 2018, una población total de 1188 habitantes, de los cuales 626 eran hombres y 562 mujeres. Respecto al año 2000, el censo refleja 1396 habitantes, de los cuales 672 eran hombres y 724 mujeres. Por lo tanto, la pérdida de población en el municipio para el periodo 2000-2018 ha sido de 208 habitantes, un 15 % de descenso.
El municipio se divide en tres núcleos de población diferenciados. De los 1188 habitantes que poseía el municipio en 2018, Nuevo Poblado contaba con 588, Colonia de la Estación con 385 y Fuentes de Oñoro con 215.

### Transporte y comunicaciones
Es un importante núcleo desde un punto de vista de comunicaciones. Por una parte, se encuentra atravesado por la carretera N-620, principal vía de comunicación de Portugal con Europa. Así mismo, la estación de Fuentes de Oñoro es un importante enclave ferroviario.

## Símbolos

### Escudo
El escudo heráldico que representa al municipio fue aprobado el 9 de octubre de 1955 con el siguiente blasón:

«Primer cuartel: Cruz de Oro en campo de Gules (rojo) en la parte superior de la Cruz: JHS y el palo trasversal en el palo la leyenda: Santa Bárbara. La cruz de santa Bárbara en el teso al que ha dado nombre fue probablemente el monumento alzado en conmemoración de la Batalla y en acción de gracias a la patrona de la Artillería por la victoria. Segundo cuartel: León rampante en Gules sobre campo de Plata. Es el símbolo del heroísmos demostrado en la Batalla. Tercer cuartel: sobre Campo de Azur(azul), castillo en Oro, símbolo de la Victoria contra las tropas napoleónicas. Cuarto Cuartel: sobre campo de Oro (Amarillo) tres árboles en sinople (verde), recuerdo de los tres álamos que existían a la puerta de la Iglesia parroquial, donde fueron atados y fusilados algunos enemigos. Escudo central: Un copón de Oro, sobre campo azur. Es el recuerdo de la hazaña del Párroco Don Luis Silva, que el 3 de mayo de 1811 se introdujo entre las balas a salvar la Eucaristía conservada en un Copón»
Boletín Oficial del Estado n.º 225 de 9 de octubre de 1955

### Bandera
La bandera municipal fue aprobada el 23 de agosto de 1996 con la siguiente descripción textual:

«Bandera cuadrada, de proporción 1:1, de color blanco con ambos flancos de azul, de 1/5 de la anchura, y cargada en su centro del Escudo Municipal de Fuentes de Onoro, en sus colores y con su timbre, con la proporción de 3/5 de la altura»
Boletín Oficial del Estado n.º 225 de 26 de septiembre de 1996

## Administración y política

### Gobierno municipal
| Periodo   | Nombre                 | Partido | Partido                                                |
| --------- | ---------------------- | ------- | ------------------------------------------------------ |
| 1979-1983 | Evangelina Hernández   |         | Unión de Centro Democrático (UCD)                      |
| 1983-1987 | Claudio Durán Patricio |         | Partido Popular (PP)                                   |
| 1987-1991 | Manuel Manchado Piñel  |         | Alianza Popular (AP)                                   |
| 1991-2007 | Jesús Lanchas Rivero   |         | Partido Popular (PP)                                   |
| 2007-2015 | Isidoro José Alanís    |         | Agrupación de Electores de Ciudadanos Oñorenses (AECO) |
| 2015-2020 | Isidoro José Alanís    |         | Partido Popular (PP)                                   |
| 2023-act. | Laura Vicente Torréns  |         | Partido Popular (PP)                                   |

| Partido político                                       | 2023  | 2023  | 2023       | 2019  | 2019  | 2019       | 2015  | 2015  | 2015       | 2011  | 2011  | 2011       | 2007  | 2007  | 2007       | 2003  | 2003  | 2003       |
| Partido político                                       | %     | Votos | Concejales | %     | Votos | Concejales | %     | Votos | Concejales | %     | Votos | Concejales | %     | Votos | Concejales | %     | Votos | Concejales |
| Partido Popular (PP)                                   | 56,42 | 246   | 5          | 56,62 | 248   | 5          | 66,81 | 308   | 6          | 33,61 | 205   | 3          | 43,01 | 289   | 4          | 52,09 | 349   | 5          |
| Partido Socialista Obrero Español (PSOE)               | 43,11 | 188   | 4          | 42,01 | 184   | 4          | 30,37 | 104   | 3          | 16,07 | 98    | 1          | 19,94 | 134   | 2          | 44,93 | 301   | 4          |
| Agrupación de Electores de Ciudadanos Oñorenses (AECO) | —     | —     | —          | —     | —     | —          | —     | —     | —          | 49,18 | 300   | 5          | 36,01 | 242   | 3          | —     | —     | —          |
| Unión del Pueblo Salmantino (UPSa)                     | —     | —     | —          | —     | —     | —          | —     | —     | —          | —     | —     | —          | —     | —     | —          | 1,49  | 10    | 0          |

#### Evolución de la deuda viva municipal

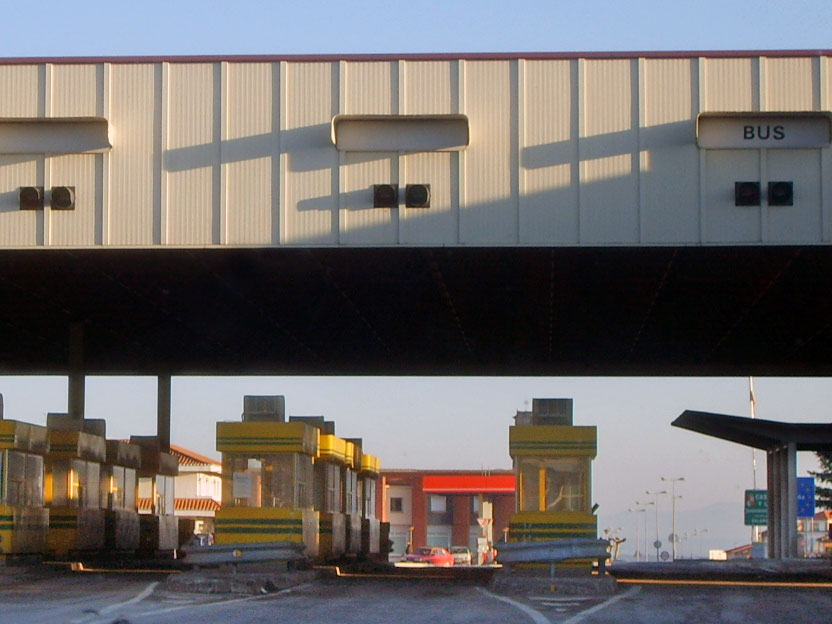
Antigua aduana

El concepto de deuda viva contempla solo las deudas con cajas y bancos relativas a créditos financieros, valores de renta fija y préstamos o créditos transferidos a terceros, excluyéndose, por tanto, la deuda comercial. 
En 2014, la deuda viva municipal por habitante en Fuentes de Oñoro ascendía a 743,75 €.
| Gráfica de evolución de la deuda viva del Ayuntamiento entre 2008 y 2023                                   |
| |
| Deuda viva del Ayuntamiento de Fuentes de Oñoro, en miles de euros, según datos del Ministerio de Hacienda |